# قزلجة (عباس الشرقي)
قزلجة (بالفارسية: قزلجه) هي منطقة سكنية تقع في إيران في قسم عباس الشرقي الريفي. يقدر عدد سكانها بـ 107 نسمة .